# Троицкая крепость на Таган-Роге
Памятный знак «Троицкая крепость на Таган-Роге»  — представляет собой объёмный объект в виде усеченной пятигранной призмы с наклонной поверхностью, на которой обозначены очертания оборонительных укреплений Троицкой крепости петровского времени, вписанные в современную планировочную структуру Таганрога. Верхнее поле с планом города и схемой крепостных сооружений выполнено в виде пятиугольника — легко узнаваемой формы крепостного бастиона. У подножия знака расположена группа из четырех ядер, способствующая пластической взаимосвязи объемов.

## Описание
В основе художественной идеи лежит принцип сопряжения контуров бывшей крепости с современными улицами города. Также шестиугольником указывается место нахождения памятного знака, благодаря чему обеспечивается ориентирование зрителя в пространстве и прослеживается преемственная связь современного Таганрога и города Троицкого, построенного по замыслу и под личным контролем Петра I.

## История
Летом 2021 г. проект и место памятного знака глава региона обсудил с председателем фонда «Таганрог исторический» Игорем Павленко и искусствоведами Таганрога.
Активисты-историки представили губернатору эскизный проект объемного памятного знака, выполненный в виде макета Троицкой крепости, диаметром 3 метра. Уменьшенную копию строения предлагается изготовить из нержавеющей стали и облицевать черным мрамором. Таким образом, символ крепости, давшей старт основанию и развитию Таганрога, может разместиться рядом с памятником императору-реформатору – «у ног своего создателя». Главная задача – вынести историю из музейных залов на улицу, приблизить ее к людям, считают историки. Губернатор поддержал идею ученых.
Памятный знак включает в себя три текстовых блока и графическое изображение Троицкой крепости и гавани, выполненное на основе плана И. Бреклина 1704 года.  Знак изготовлен коллективом предприятия «ЮГ-Художественная ковка» (руководитель Александр Гаркуша) по проекту Владимира Верготи.

## Расположение
Знак размещен на нижней смотровой площадке у памятника Петру I (территория бывшей крепости и одно из самых посещаемых туристических мест Таганрога). Этот знак в перспективе будет стартовой площадкой для всех экскурсий в городе.

## Открытие
Знак открыт во время торжественных мероприятий, посвящённым 350-летию со дня рождения Петра I в июне 2022 года.